# Онсайд-кик

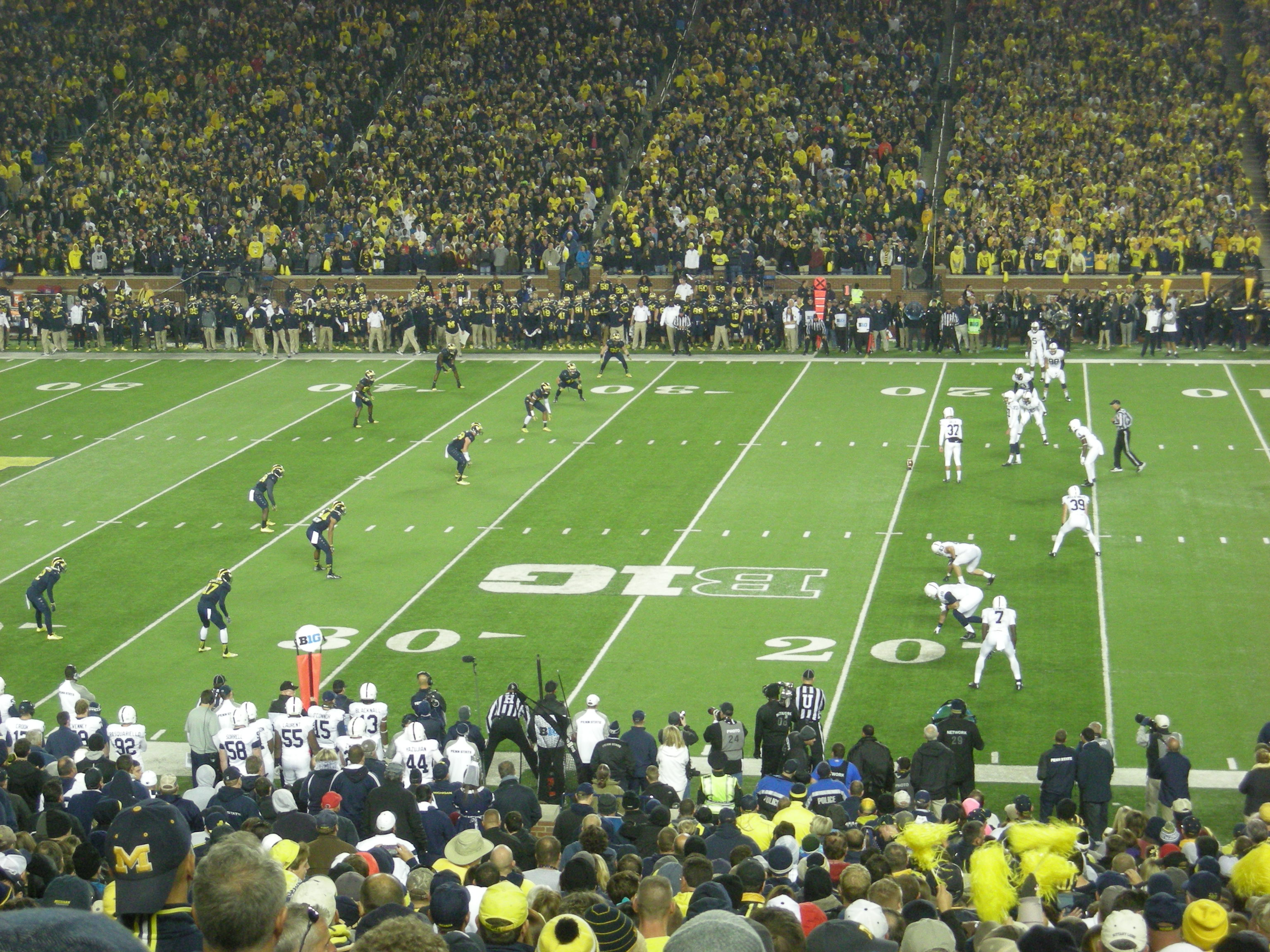
Попытка онсайд-кика в матче колледжских команд Пенн Стэйт (в белой форме) и Мичигана (в тëмной форме)

Онсайд-кик (англ. Onside Kick, Удар в сторону) — в американском футболе одна из разновидностей «кик-оффа». Команда, исполняющая «кик-офф», обычно пытается выбить мяч как можно дальше, но в этом случае удар, чаще всего, не пролетает 15–20 ярдов. Если мяч не пролетает 10 ярдов — это считается нарушением. Вероятность успеха очень мала. Обычно, команда пробует такой удар, когда проигрывает, или когда, по мнению участников, соперники не готовы к такому удару, и шансы отыграться увеличиваются.

## История и исполнение
Ударами в бок, пользовались ещё в начале 20 века. В 1923 году появились первые известные ограничения:
- Удар считается законным если это «кик-офф» (и после сейфти), а не пант.
- Мяч должен пролететь 10 ярдов (с касанием земли или без — не важно), а только потом исполняющая удар команда может пробовать забрать мяч. Если игрок принимающий команды коснулся мяча до того как мяч пролетел 10 ярдов, мяч может подбирать любая команда.
- Команда, которая исполняет удар не имеет право мешать забрать мяч соперникам.

Техники исполнение удара следующие:
- Удар со всей силы. Игрок бьет со всей силы. Сложность ловли в том, что ловить очень быстро летящий мяч, принимающей команде опасно: мяч может отскочить к игрокам бьющей команды.
- Прыгающий мяч. Игрок бьет в самую верхушку мяча. Мяч переворачивается таким образом, что верхняя и нижняя части мяча быстро меняются местами.
- Высокий удар. Игрок бьет высоко, а цель остальных игроков команды — добежать до места падения мяча раньше, чем соперник.

## Интересные факты
- Статистика с 2001 по 2010 год показывает, как важно, ждала ли принимающая команда удара или нет. Когда команда защиты ждет удар, вероятность успеха 20 %, а когда не ждет — 60 %.
- «Индианаполис Колтс» в 2014 удачно использовали 3 из 3 ударов.
- В сезоне НФЛ 2018 года из 52 попыток лишь 4 (8 %) завершились удачно. В большинстве сезона 2019 года из 36 попыток удачно закончились 2 (6 %).
- Первый удачный боковой удар в истории супербоулов произошел в Супербоуле VIII.